# Anton Walerjewitsch Chudobin
Anton Walerjewitsch Chudobin (russisch Антон Валерьевич Худобин; englische Transkription: Anton Valeryevich Khudobin; * 7. Mai 1986 in Ust-Kamenogorsk, Kasachische SSR) ist ein russischer Eishockeytorwart, der zuletzt bis zum Ende der Saison 2023/24 beim HK Sibir Nowosibirsk aus der Kontinentalen Hockey-Liga unter Vertrag gestanden hat. Zuvor war Chudobin unter anderem in den Organisationen der Minnesota Wild, Boston Bruins, Carolina Hurricanes, Anaheim Ducks, Dallas Stars und Chicago Blackhawks in der National Hockey League (NHL) aktiv.

## Karriere
Anton Chudobin begann seine Karriere als Eishockeyspieler in Kasachstan. Später besuchte er die Eishockeyschule des HK Metallurg Magnitogorsk, für den er im Jugendbereich aktiv war. Während der Saison 2003/04 gehörte er zum Kader der zweiten Mannschaft von Metallurg, die der drittklassigen Perwaja Liga angehörte. In der folgenden Spielzeit wurde er Back-Up von Jewgeni Nabokow und Roman Malek bei der ersten Mannschaft des Vereins, die an der Superliga teilnahm, und wurde in vier Spielen eingesetzt. Im Sommer 2005 entschied er sich, nach Nordamerika zu den Saskatoon Blades aus der Western Hockey League zu gehen, die ihn beim CHL Import Draft 2015 in der ersten Runde an Position 51 gezogen hatten. Nach der Spielzeit 2005/06 wurde Chudobin als Most Valuable Player seines Teams ausgezeichnet, kehrte aber nach Magnitogorsk zurück. Mit Metallurg gewann er am Ende der Saison 2006/07 die russische Meisterschaft.
Nach diesem Erfolg wurde er von den Minnesota Wild, die ihn beim NHL Entry Draft 2004 in der siebten Runde als  gedraftet hatten, für drei Jahre unter Vertrag genommen. Diese setzten ihn in den folgenden Jahren bei ihrem Farmteam, den Houston Aeros, in der American Hockey League ein. Außerdem absolvierte er regelmäßig Spiele in der ECHL für die Texas Wildcatters und Florida Everblades. Dort gewann er auch in der Saison 2007/08 die Auszeichnung zum ECHL Goaltender of the Year, nachdem er 27 Partien der regulären Saison und neun Playoff-Spiele absolviert hatte. Am 4. Februar 2010 debütierte er in der National Hockey League für die Minnesota Wild, als er in der 51, Minute für Josh Harding eingewechselt wurde und keinen Gegentreffer bei neun Schüssen auf sein Tor zuließ. Zwei Tage später stand er erstmals vom Beginn eines NHL-Spiels an im Tor. Ende Februar 2011 transferierten ihn die Minnesota Wild in einem Tauschgeschäft für Jeff Penner und die Rechte an Mikko Lehtonen zu den Boston Bruins, die ihn ins Farmteam zu den Providence Bruins in die American Hockey League schickten.
Aufgrund des Lockouts in der NHL spielte er zwischen September und Dezember 2012 für Atlant Mytischtschi in der Kontinentalen Hockey-Liga. Im Juli 2013 unterzeichnete er einen Einjahresvertrag bei den Carolina Hurricanes. Im Sommer 2014 unterzeichnete eine zweijährige Vertragsverlängerung bei den Hurricanes.
Im Juni 2015 wurde er für den US-amerikanischen Verteidiger James Wisniewski zu den Anaheim Ducks transferiert. Bei den Ducks kam Chudobin mehrheitlich bei den San Diego Gulls in der AHL zum Einsatz, ehe er sein Vertrag nach der Saison 2015/16 nicht verlängert wurde. In der Folge kehrte er im Juli 2016 als Free Agent zu den Boston Bruins zurück, bei denen er einen Zweijahresvertrag unterzeichnete. Anschließend unterschrieb er Anfang Juli 2018 einen weiteren Zweijahresvertrag bei den Dallas Stars. In den Playoffs 2020 erreichte er mit den Stars das Finale um den Stanley Cup, unterlag dort allerdings den Tampa Bay Lightning mit 2:4. Durch seine überzeugenden Leistungen erhielt er jedoch anschließend im Oktober 2020 einen neuen Dreijahresvertrag, der ihm ein Gesamtgehalt von zehn Millionen US-Dollar einbringen soll. In der Saison 2021/22 jedoch kam er verletzungsbedingt, aber auch aufgrund der Leistungen von Jake Oettinger und Ben Bishop, kaum in der NHL sowie teilweise auch in der AHL bei den Texas Stars zum Einsatz. In der Spielzeit 2022/23 hütete der Russe ausschließlich das Tor der Texas Stars in der AHL, ehe er im März 2023 gemeinsam mit einem Zweitrunden-Wahlrecht im NHL Entry Draft 2025 zu den Chicago Blackhawks transferiert wurde. Im Gegenzug sicherten sich die Dallas Stars die Dienste von Max Domi und Dylan Wells.
Nachdem der russische Schlussmann zu lediglich einem Einsatz für Chicago gekommen war, verließ er über den Sommer 2023 den nordamerikanischen Kontinent und schloss sich dem HK Sokol Krasnojarsk aus der russischen Wysschaja Hockey-Liga an. Im November 2023 zog er weiter zum HK Sibir Nowosibirsk in die Kontinentale Hockey-Liga, wo er die Spielzeit 2023/24 beendete.

### International
Für Russland nahm Chudobin an der U18-Junioren-Weltmeisterschaft 2004 teil, bei der er mit seiner Mannschaft die Goldmedaille gewann. Bei den beiden folgenden U20-Junioren-Weltmeisterschaften gewann er jeweils die Silbermedaille.
Bei der Herren-Weltmeisterschaft 2014 kam er als dritter Torhüter zwar nicht zum Einsatz, gewann mit der Sbornaja dennoch die Goldmedaille. Im Jahr darauf reichte es für ihn persönlich ebenfalls nur zu einem Kurzeinsatz, wobei die Mannschaft am Ende die Silbermedaille gewann.

## Erfolge und Auszeichnungen
| - 2007 Russischer Meister mit dem HK Metallurg Magnitogorsk - 2008 Teilnahme am ECHL All-Star Game - 2008 ECHL Goaltender of the Year - 2008 ECHL All-Rookie Team | - 2008 ECHL First All-Star Team - 2010 Teilnahme am AHL All-Star Classic - 2014 NHL-Spieler des Monats Januar |

### International
| - 2004 Goldmedaille bei der U18-Junioren-Weltmeisterschaft - 2004 All-Star-Team der U18-Junioren-Weltmeisterschaft - 2005 Silbermedaille bei der U20-Junioren-Weltmeisterschaft | - 2006 Silbermedaille bei der U20-Junioren-Weltmeisterschaft - 2014 Goldmedaille bei der Weltmeisterschaft - 2015 Silbermedaille bei der Weltmeisterschaft |

## Karrierestatistik
Stand: Ende der Saison 2023/24

### International
Vertrat Russland bei:
| - U18-Junioren-Weltmeisterschaft 2004 - U20-Junioren-Weltmeisterschaft 2005 - U20-Junioren-Weltmeisterschaft 2006 | - Weltmeisterschaft 2014 - Weltmeisterschaft 2015 |

(Legende zur Torhüterstatistik: GP oder Sp = Spiele insgesamt; W oder S = Siege; L oder N = Niederlagen; T oder U oder OT = Unentschieden oder Overtime- bzw. Shootout-Niederlage; Min. = Minuten; SOG oder SaT = Schüsse aufs Tor; GA oder GT = Gegentore; SO = Shutouts; GAA oder GTS = Gegentorschnitt; Sv% oder SVS% = Fangquote; EN = Empty Net Goal; 1 Play-downs/Relegation; Kursiv: Statistik nicht vollständig)